# Grande Prêmio da Itália de 2013
O Grande Prêmio da Itália de 2013  foi a décima segunda corrida da temporada de 2013 da Fórmula 1. A prova foi disputada em 8 de setembro no Autodromo Nazionale Monza, Itália, em 53 voltas.